# Exhyalanthrax auctellus
Exhyalanthrax auctellus är en tvåvingeart som först beskrevs av Tokuichi Shiraki 1932.  Exhyalanthrax auctellus ingår i släktet Exhyalanthrax och familjen svävflugor. Inga underarter finns listade i Catalogue of Life.